# Chungju
Chungju è una città di 211 075 abitanti della Corea del Sud. Circondata da montagne, si trova al centro del paese, nella provincia Nord Chungcheong.

## Sport
Dal 25 agosto al 1º settembre 2013 ha ospitato i campionati del mondo di canottaggio 2013.